# Nipponomyia gracilis
Nipponomyia gracilis là một loài ruồi trong họ Pediciidae. Chúng phân bố ở vùng sinh thái Palearctic.